# État de Trujillo
Pour les articles homonymes, voir Trujillo.
L'État de Trujillo est un des États du Venezuela, sa capitale est Trujillo. En 2011, sa population s'élève à 686 367 habitants.

## Démographie, société et religions

### Démographie
Selon l'Institut national de la statistique (Instituto Nacional de Estadística en espagnol), la population a augmenté de 12.78 % entre 2001 et 2011 et s'élève à 686 367 habitants lors de ce dernier recensement :
| 2001    | 2011    |
| ------- | ------- |
| 608 563 | 686 367 |

## Administration et politique

### Subdivisions
L'État est divisé en vingt municipalités totalisant 93 paroisses civiles :
| Municipalité                  | Localisation | Chef-lieu         | Nombre de paroisses civiles | Paroisses civiles | Population (2001) | Population (2011) |
| ----------------------------- | ------------ | ----------------- | --------------------------- | --- | ----------------- | ----------------- |
| Andrés Bello                  |              | Santa Isabel      | 4                           | Araguaney (Araguaney) El Jagüito (El Jagüito) La Esperanza (El Gallo) Santa Isabel (Santa Isabel) | 13 135            | 14 699            |
| Boconó                        |              | Boconó            | 12                          | Ayacucho (Batatal) Boconó (Boconó) Burbusay (Burbusay) El Carmen (El Carmen) General Rivas (Las Mesitas) Guaramacal (Guaramacal) Monseñor Jáuregui (Niquitao) Mosquey (Mosquey) Rafael Rangel (San Rafael) San José (Tostós) San Miguel (San Miguel) Vega de Guaramacal (Vega de Guaramacal) | 79 710            | 83 176            |
| Bolívar                       |              | Sabana Grande     | 3                           | Cheregüé (Altamira de Caús) Granados (Granados) Sabana Grande (Sabana Grande) | 12 410            | 15 285            |
| Candelaria                    |              | Chejendé          | 7                           | Arnoldo Gabaldón (Minas) Bolivia (Bolivia) Carrillo (Torococo) Cegarra (Mitón) Chejendé (Chejendé) Manuel Salvador Ulloa (Sabana Grande) San José (Las Llanadas) | 24 540            | 27 811            |
| Carache                       |              | Carache           | 5                           | Carache (Carache) Cuicas (Cuicas) La Concepción (La Concepción) Panamericana (El Zapatero) Santa Cruz (La Cuchilla) | 26 261            | 27 358            |
| Escuque                       |              | Escuque           | 4                           | Escuque (Escuque) La Unión (El Alto) Sabana Libre (Sabana Libre) Santa Rita (La Mata) | 20 796            | 27 128            |
| José Felipe Márquez Cañizalez |              | El Paradero       | 3                           | Antonio José de Sucre (La Placita) El Socorro (El Paradero) Los Caprichos (Los Caprichos) | 4 237             | 4 551             |
| Juan Vicente Campo Elías      |              | Campo Elías       | 2                           | Arnoldo Gabaldón (Las Quebradas) Campo Elías (Campo Elías) | 4 887             | 5 331             |
| La Ceiba                      |              | Santa Apolonia    | 4                           | El Progreso (Zona Rica) La Ceiba (La Ceiba) Santa Apolonia (Santa Apolonia) Tres de Febrero (Tres de Febrero) | 17 219            | 19 031            |
| Miranda                       |              | El Dividive       | 5                           | Agua Caliente (Agua Caliente) Agua Santa (Agua Santa) El Cenizo (El Cenizo) El Dividive (El Dividive) Valerita (Valerita) | 19 243            | 21 305            |
| Monte Carmelo                 |              | Monte Carmelo     | 3                           | Buena Vista (Buena Vista) Monte Carmelo (Monte Carmelo) Santa María del Horcón (Casa de Tabla) | 12 162            | 12 606            |
| Motatán                       |              | Motatán           | 3                           | El Baño (El Baño) Jalisco (Jalisco) Motatán (Motatán) | 14 263            | 19 777            |
| Pampán                        |              | Pampán            | 4                           | Flor de Patria (Flor de Patria) La Paz (Monay) Pampán (Pampán) Santa Ana (Santa Ana) | 41 111            | 47 549            |
| Pampanito                     |              | Pampanito         | 3                           | La Concepción (La Concepción) Pampanito (Pampanito) Pampanito II (Pampanito II) | 22 159            | 28 521            |
| Rafael Rangel                 |              | Betijoque         | 4                           | Betijoque (Betijoque) José Gregorio Hernández (Isnotú) La Pueblita (Las Rurales) Los Cedros (Los Cedros) | 18 014            | 22 153            |
| San Rafael de Carvajal        |              | Carvajal          | 4                           | Antonio Nicolás Briceño (La Cejita) Campo Alegre (Campo Alegre) Carvajal (Carvajal) José Leonardo Suárez (Las Mesetas) | 44 216            | 55 409            |
| Sucre                         |              | Sabana de Mendoza | 4                           | El Paraíso (El Paraíso) Junín (Junín) Sabana de Mendoza (Sabana de Mendoza) Valmore Rodríguez (Valmore Rodríguez) | 24 939            | 30 715            |
| Trujillo                      |              | Trujillo          | 7                           | Andrés Linares (San Lázaro) Chiquinquirá (Chiquinquirá) Cristóbal Mendoza (Santa Rosa) Cruz Carrillo (La Plazuela) Matriz (Matriz) Monseñor Carrillo (San Jacinto) Tres Esquinas (Tres Esquinas)                                                                                             | 50 399            | 54 213            |
| Urdaneta                      |              | La Quebrada       | 6                           | Cabimbú (Cabimbú) Jajó (Jajó) La Mesa (La Mesa de Esnujaque) La Quebrada (La Quebrada) Santiago (Santiago) Tuñame (Tuñame) | 30 672            | 33 620            |
| Valera                        |              | Valera            | 6                           | Juan Ignacio Montilla (Juan Ignacio Montilla) La Beatriz (La Beatriz) La Puerta (La Puerta) Mendoza (Mendoza) Mercedes Díaz (Mercedes Díaz) San Luis (San Luis) | 128 190           | 136 129           |
| Total                         |              |                   | 93                          | | 608 563           | 686 367           |

### Organisation des pouvoirs
Le pouvoir exécutif est l'apanage du gouverneur. L'actuel gouverneur est Gerardo Márquez depuis le 22 novembre 2021.
| Photo | Scrutin | Période                               | Nom du gouverneur   | Parti politique | Résultat électoral | Notes                  |
| ----- | ------- | ------------------------------------- | ------------------- | --------------- | ------------------ | ---------------------- |
|       | 1989    | 1989 - 1992                           | José Méndez Quijada | AD              | 48.00 %            | Premier gouverneur élu |
|       | 1992    | 1992 - 1995                           | José Méndez Quijada | AD              | 48.46 %            |                        |
|       | 1995    | 1995 - 1998                           | Luis González       | AD              | 39.07 %            |                        |
|       | 1998    | 1998 - 2000                           | Luis González       | AD              | 46.31 %            |                        |
|       | 2000    | 2000 - 2004                           | Gilmer Viloria      | MVR             | 56.91 %            |                        |
|       | 2004    | 2004 - 2008                           | Gilmer Viloria      | MVR             | 54.30 %            |                        |
|       | 2008    | 2008 - 2012                           | Hugo Cabezas        | PSUV            | 59.96 %            |                        |
|       | 2012    | 2012 - 2017                           | Henry Rangel Silva  | PSUV            | 82.30 %            |                        |
|       | 2017    | 2017 - 21 novembre 2021               | Henry Rangel Silva  | PSUV            | 59.75 %            |                        |
|       | 2021    | Depuis le 22 novembre 2021 (en cours) | Gerardo Márquez     | PSUV            | 41.48 %            | Actuel gouverneur      |

## Sources
- (es) Cet article est partiellement ou en totalité issu de l’article de Wikipédia en espagnol intitulé « Gobernador de Trujillo » (voir la liste des auteurs).